# موریسونس

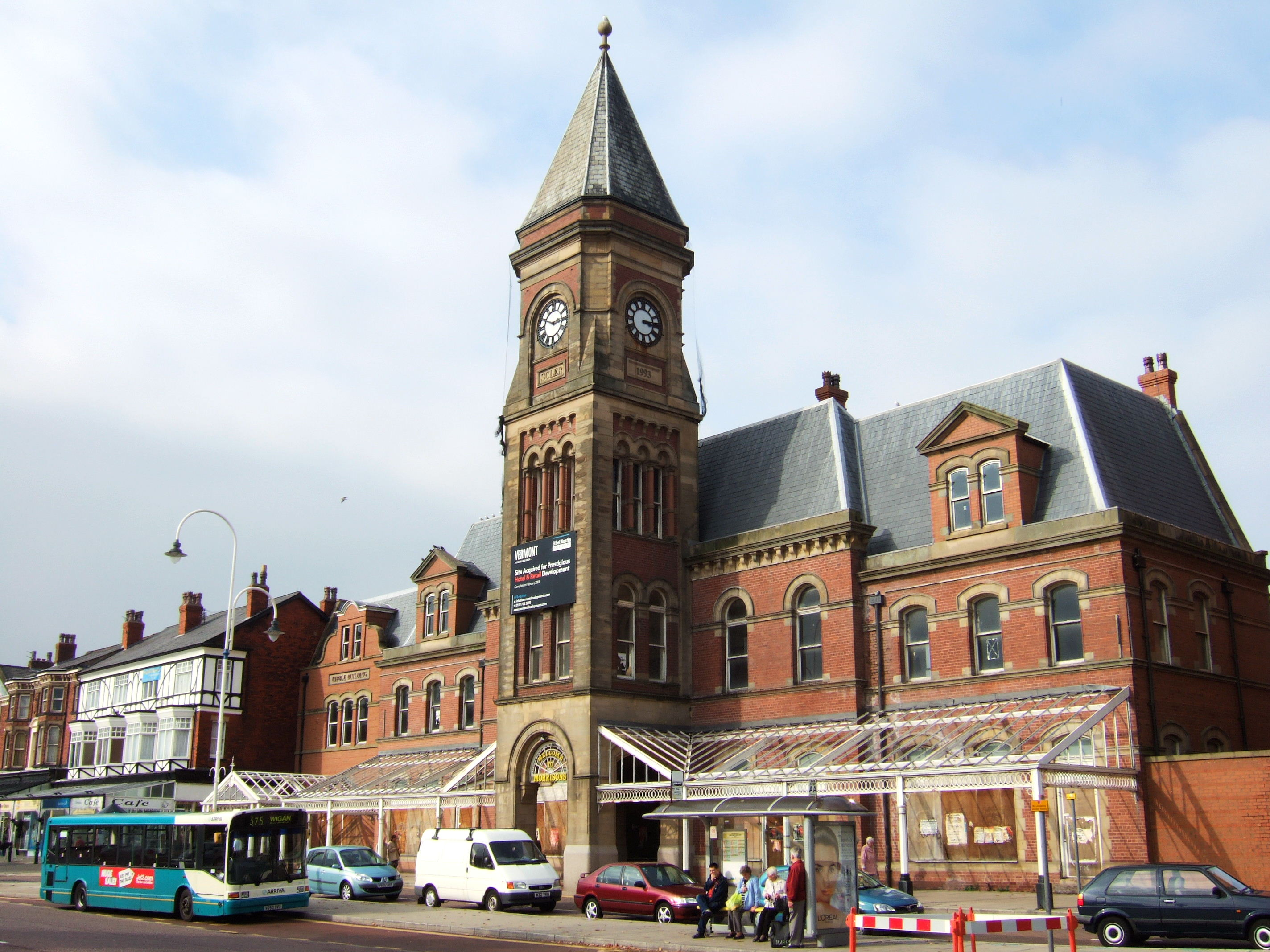
شعبه‌ای از سوپرمارکت‌های موریسونس، در ساوت پورت، انگلستان

موریسونس (به انگلیسی: Morrisons) شرکت خرده‌فروشی بریتانیایی است که پس از تسکو، ازدا، سینزبوریس و آلدی، پنجمین سوپرمارکت بزرگ بریتانیا می‌باشد.
شرکت موریسونس در سال ۱۸۹۹ توسط ویلیام موریسون تأسیس شد و در حال حاضر دارای ۵۰۴ شعبه در سرتاسر بریتانیا می‌باشد.
دفتر مرکزی این شرکت در شهر برادفورد، بریتانیا قرار دارد و بخشی از سهام آن در بازار بورس لندن معامله می‌شود.